# Emma-Maria Lange

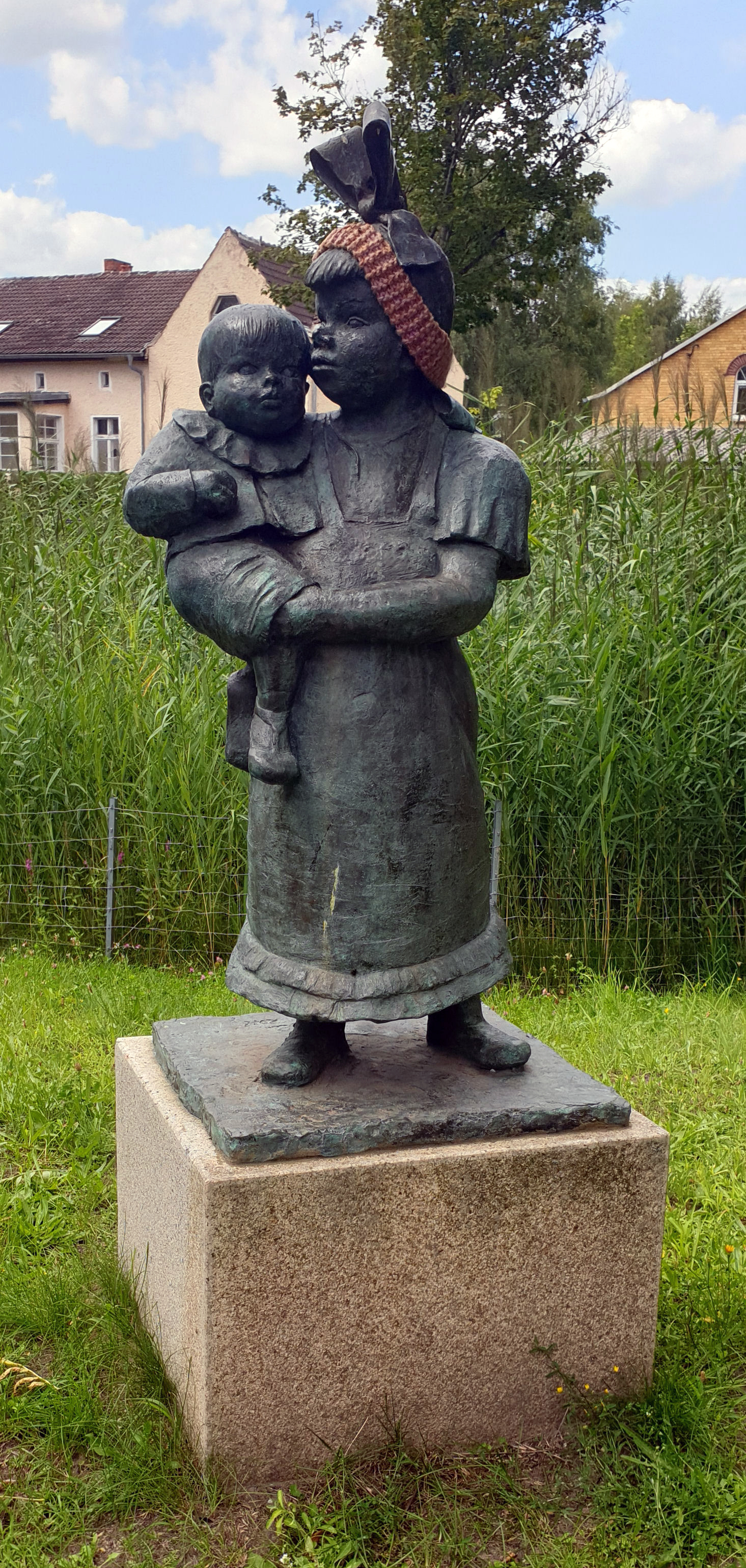
"Zille-Göre" in Stahnsdorf

Emma-Maria Lange (* 11. März 1921 in Wasseralfingen, Oberamt Aalen; † 4. Mai 2016 in Potsdam) war eine deutsche Bildhauerin und Puppenmacherin.

## Leben
Geboren 1921 im Aalener Vorort Wasseralfingen im Osten Württembergs kam Emma-Maria Lange schon im elterlichen Betrieb mit Kunsthandwerk in Berührung und schulte sich noch während des Zweiten Weltkriegs in München in künstlerischen Abendkursen. Nach dem Krieg studierte sie Bildhauerei an der Kunsthochschule Berlin-Weißensee. Nach einer zeitweiligen Rückkehr in die Heimat wohnte sie seit 1955 in Kleinmachnow bei Potsdam. 1958 gründete Lange eine Puppenmanufaktur in Berlin und Teltow. Hier gestaltete sie ab 1960 Klassiker des DDR-Kinderfernsehens wie Pittiplatsch, Schnatterinchen oder Herrn Fuchs, die u. a. als Begleiter des Sandmännchens auftraten.
In den folgenden Jahrzehnten arbeitete Lange weiter als Bildhauerin. Sie schuf u. a. Bildnisse afrikanischer Frauen. Im hohen Alter kamen Werke im öffentlichen Raum hinzu, so 2012 die gegenständlichen Zille-Gören im brandenburgischen Stahnsdorf.
Im Jahr 2013 wurde Langes Wirken mit einem Eintrag ins Goldene Buch der Gemeinde Kleinmachnow gewürdigt. Anlässlich ihres 95. Geburtstags am 11. März 2016 organisierte der Kleinmachnower Kunstverein Die Brücke eine Ausstellung ihrer Werke im Landarbeiterhaus der Gemeinde.
Emma-Maria Lange starb im Mai 2016 im Klinikum Ernst von Bergmann Potsdam im Alter von 95 Jahren an den Folgen eines wenige Tage zuvor erlittenen Schlaganfalls.

## Weitere Werke im öffentlichen Raum (Auswahl)
- Lesende Frau mit Kind (Kleinmachnow, Heinrich-Heine-Straße)[1]